# Средний Овчинниковский переулок
Сре́дний Овчи́нниковский переу́лок — тупиковая улица в центре Москвы в Замоскворечье, примыкающая к Овчинниковской набережной.

## История

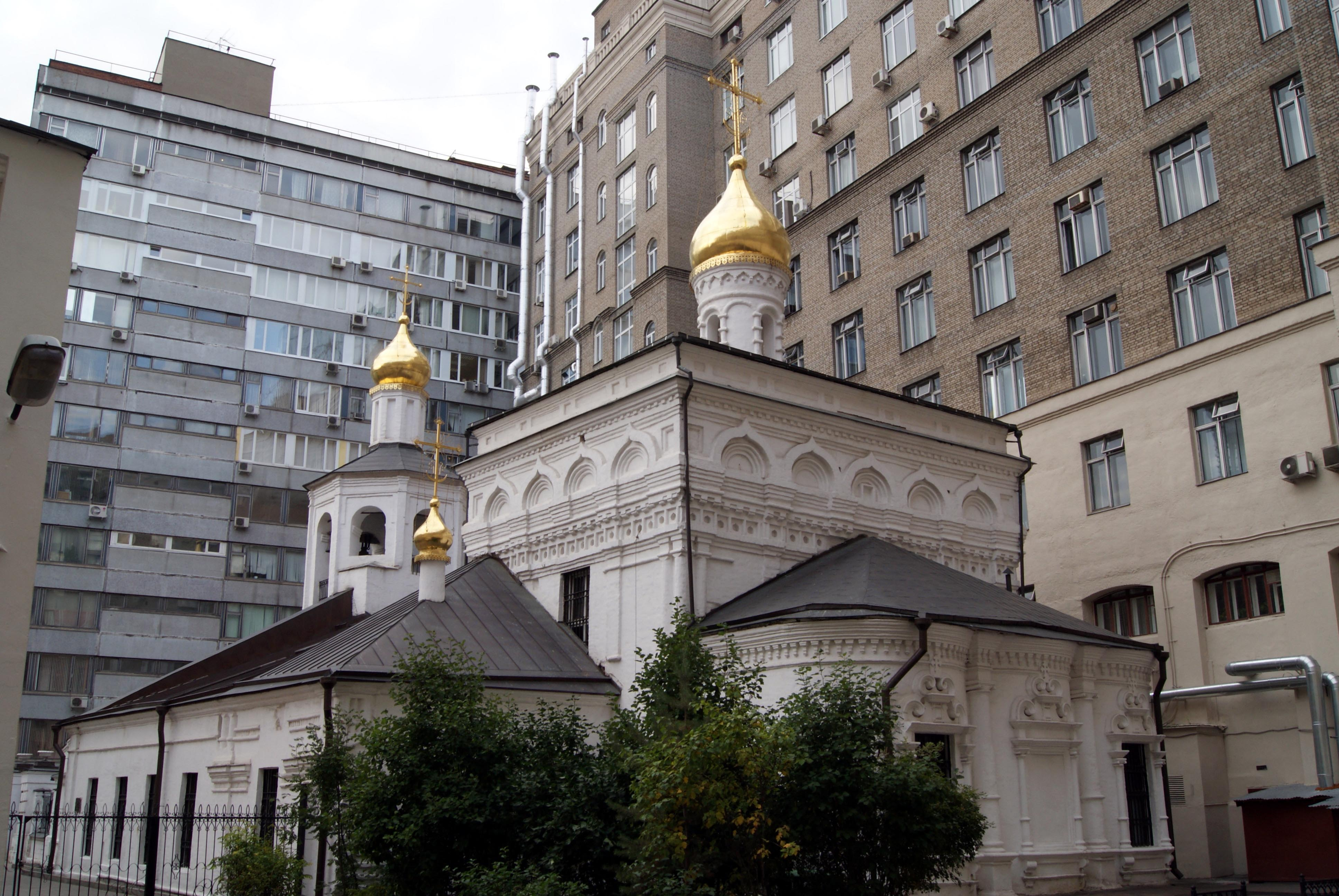
Храм Михаила Архангела в Овчинниках.

Название XVIII века, данное по дворцовой Овчинной слободе Конюшенного двора (название Овчинники известно с 1629 года, Овчинная слобода — с 1632 года), население которой — овчинники (скорняки) — выделывали овчины.

## Описание
Средний Овчинниковский переулок начинается от Овчинниковской набережной и проходит на юг, затем поворачивает на восток параллельно набережной и заканчивается тупиком во дворе комплекса зданий экономических ведомств (Овчинниковская набережная, 18/1) у церкви святого Михаила в Овчинниках.

## Здания и сооружения

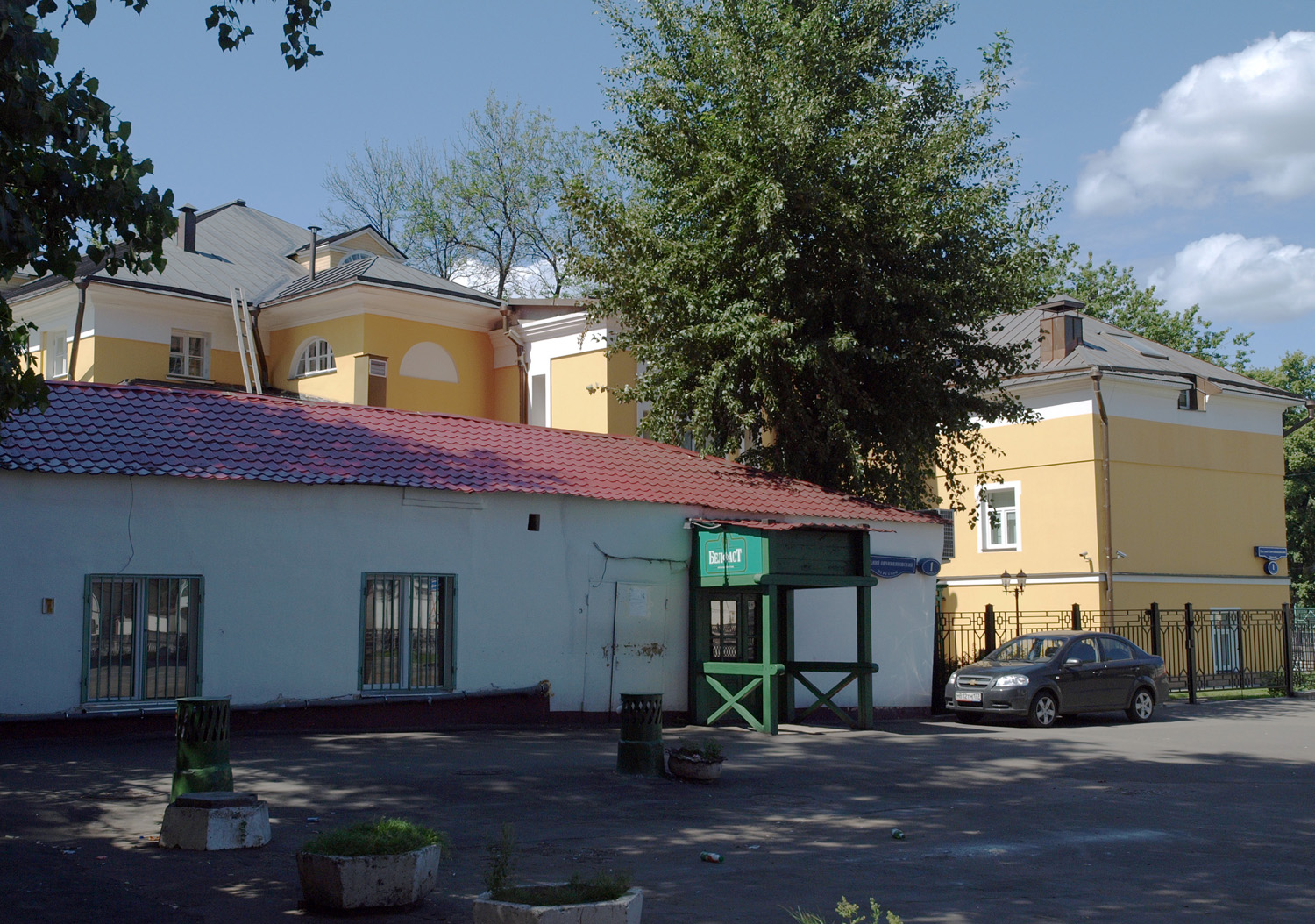
Дом № 1.

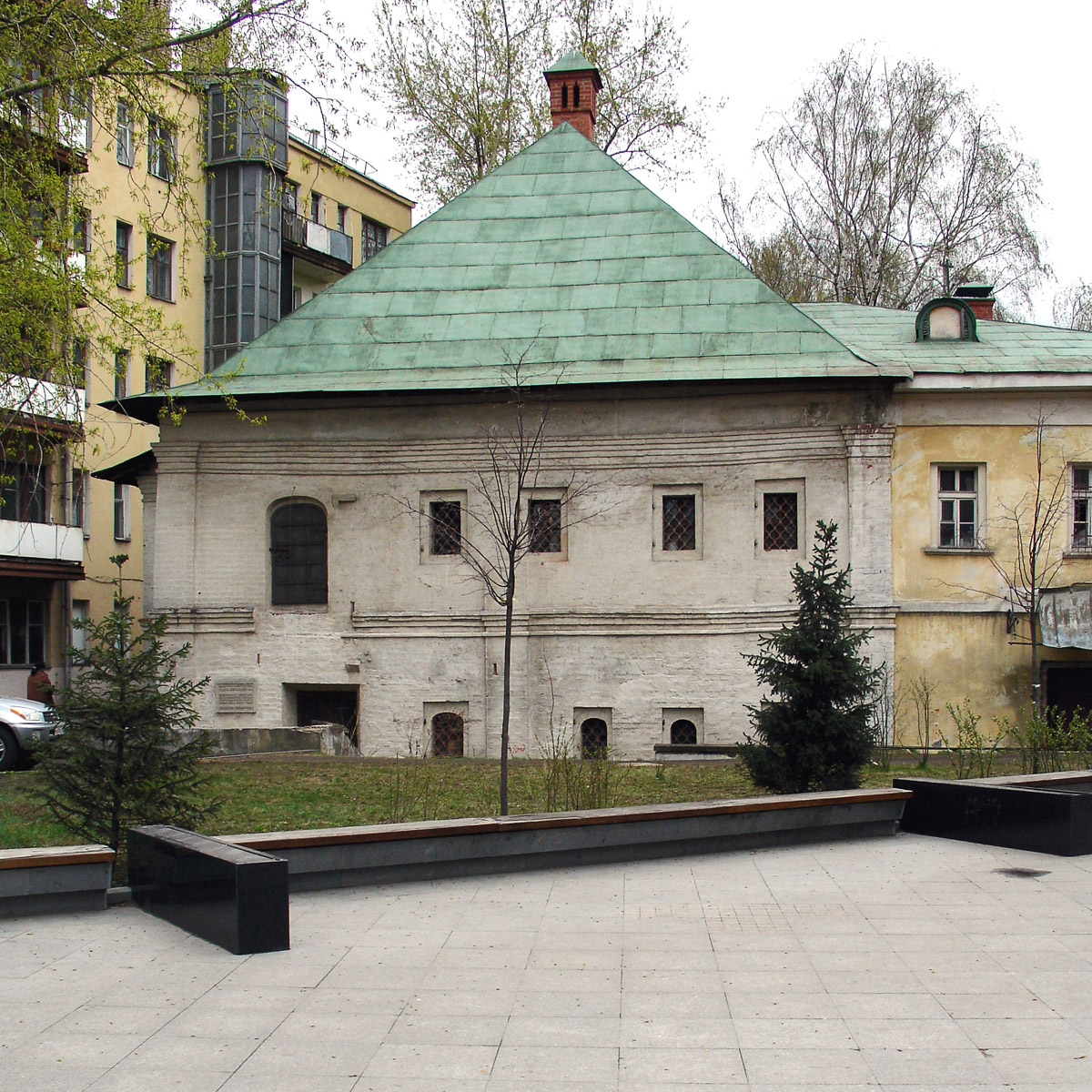
№ 10, стр. 1.

### По нечётной стороне
- № 1, стр. 1,  памятник архитектуры (федеральный) — здание бывшей метеослужбы. Дом начала XIX века, с палатами XVIII века
- № 7,  памятник архитектуры (федеральный) — церковь святого Михаила в Овчинниках

### По чётной стороне
- № 4, стр. 1 —АО "Ураниум Уан Груп";
- № 8 — особняк Л. Я. Гельтищевой (1904, архитектор Ф. Ф. Воскресенский[2])
- № 10, стр. 1 — палаты в Среднем Овчинниковском переулке.